# Stella (bière)
Stella (arabe : ستيلا) est le nom d'une bière tunisienne. Elle comprend une bière blonde dénommé Stella Gold et une bière brune dénommée Stella Black.

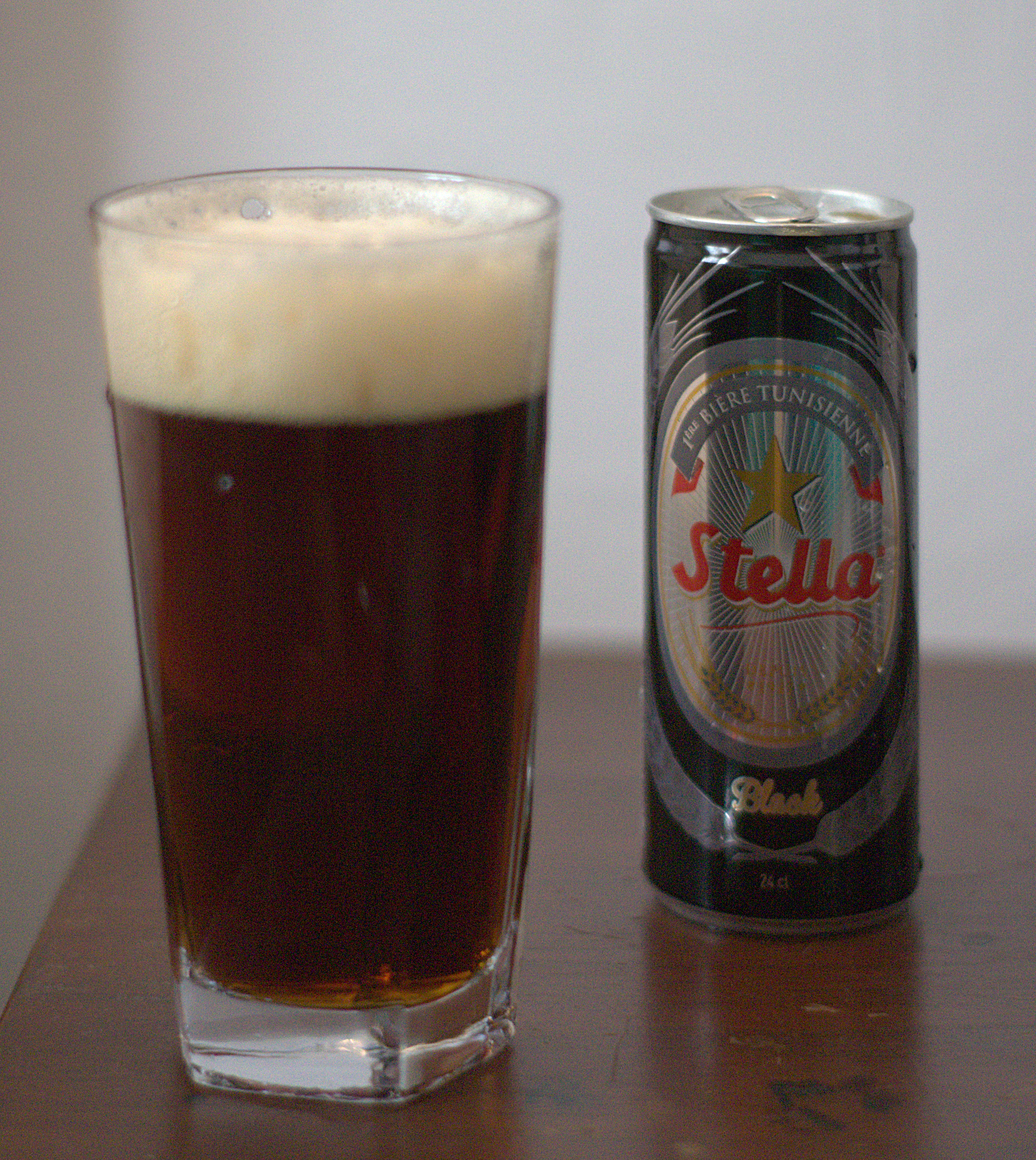
Canette et verre de bière brune de la marque Stella.

La bière brune Stella Black est lancée en 2015 et remporte une récompense pour le style English Brown Ale lors des World Beer Awards en 2017.